# Paula Vogel
Pour les articles homonymes, voir Vogel.
Paula Vogel (née le 16 novembre 1951) est une dramaturge américaine qui a reçu le prix Pulitzer du théâtre en 1998 pour sa pièce How I Learned to Drive. Elle passe la majeure partie de sa carrière universitaire – de 1984 à 2008 – à l’Université Brown, où elle occupe le poste de professeure Adele Kellenberg Seaver en écriture créative, supervise son programme d’écriture dramatique et contribue à la fondation du Brown/Trinity Rep Consortium. De 2008 à 2012, Vogel est professeure Eugene O'Neill d'écriture dramatique et directrice du département à la Yale School of Drama, ainsi que dramaturge en résidence au Yale Repertory Theatre.

## Biographie

### Premières années
Paula Vogel est née à Washington, DC, de Donald Stephen Vogel, directeur de publicité, et de Phyllis Rita Bremerman, secrétaire du Centre de formation et de développement du service postal des États-Unis. Son père est juif, tandis que sa mère est catholique. Elle fréquente le Collège Bryn Mawr de 1969 à 1970 et de 1971 à 1972 et est diplômée de l'Université catholique d'Amérique (BA, 1974) et de l'Université Cornell (MA, 1976 ; PhD, 2016).

### Carrière
Dramaturge active depuis la fin des années 1970, elle se fait connaître pour la première fois au niveau national avec sa série-comédie sur le sida, The Baltimore Waltz, qui remporte l'Obie Award de la meilleure pièce en 1992. Elle est surtout connue pour sa pièce How I Learned to Drive (1997), lauréate du prix Pulitzer, qui examine l'impact et les échos des abus sexuels sur les enfants et de l'inceste. Elle écrit également Desdemona, A Play About A Handkerchief (1993), The Oldest Profession (1981), And Baby Makes Seven (1984), Hot 'N Throbbing (1994) et The Mineola Twins (1996).
Sa pièce The Oldest Profession est jouée pour la première fois en février 1981 à la Hudson Guild, à New York, sous la direction de Gordon Edelstein.
And Baby Makes Seven est créé à Off-Broadway en avril 1993, produit par la Circle Repertory Company au Lucille Lortel Theatre. Le casting comprend Peter Frechette, Cherry Jones et Mary Mara. Desdemona est produite pour la première fois par le Bay Street Theatre Festival, Sag Harbor, New York en juillet 1993, puis Off-Broadway par la Circle Repertory Company en novembre 1993. Les productions mettent en vedette J. Smith-Cameron dans le rôle de Desdemona et Cherry Jones dans le rôle de Bianca.
Second Stage Theatre produit How I Learned to Drive en février 2012, la première production new-yorkaise de la pièce en 15 ans. A Civil War Christmas est présenté Off-Broadway au New York Theatre Workshop, du 13 novembre 2012 au 30 décembre 2012. La pièce est mise en scène par Tina Landau et met en vedette Alice Ripley et Bob Stillman. La pièce est nommée pour le prix Lucille Lortel 2013.
La première pièce musicale de Vogel, Indecent, co-créée et mise en scène par Rebecca Taichman, est jouée au Yale Repertory Theatre le 2 octobre 2015, puis présentée au La Jolla Playhouse (San Diego) en novembre 2015. Indécent est finaliste pour le prix dramatique Edward M. Kennedy 2016.
La pièce est créée à Off-Broadway au Vineyard Theatre, à partir du 27 avril 2016 (avant-premières), officiellement le 17 mai 2016 et clôturée le 19 juin 2016. La pièce est nommée pour le prix Lucille Lortel 2016. La pièce "s'inspire de la controverse réelle entourant la production à Broadway de 1923 de 'Dieu de la vengeance' de Sholem Asch, l'histoire d'amour de deux femmes". Indécent est nommée pour les Outer Critics Circle Awards 2017 et pour le Drama Desk Award 2017.

#### Style et thèmes
Bien qu'aucun thème ou sujet particulier ne domine son travail, elle examine souvent des questions traditionnellement controversées telles que les abus sexuels et la prostitution. Affirmant qu'elle "écrit la pièce à l'envers", passant des circonstances émotionnelles et des personnages à la structure narrative, Vogel déclare : "Mon écriture n'est pas réellement guidée par des problèmes... J'écris uniquement sur des choses qui ont un impact direct sur ma vie." Elle ajoute : "Si les gens s'énervent, c'est parce que la pièce fonctionne." Ces questions apparaissent dans Desdemona de Vogel (1994), où le récit d'un bordel est utilisé pour donner du pouvoir aux personnages féminins, ou « redonner à Desdemona le pouvoir d'accompagner son activité ». La famille de Vogel, en particulier son défunt frère Carl Vogel, influence ses écrits. L'image de Carl apparaît dans des pièces telles que The Long Christmas Ride Home (2003), And Baby Makes Seven et The Baltimore Waltz.
"Vogel a tendance à sélectionner des questions sensibles, difficiles et lourdes à théâtraliser", commente la théoricienne du théâtre Jill Dolan, "et à les transformer avec une dramaturgie à la fois créative, très imaginative et brutalement honnête.". Son travail embrasse des dispositifs théâtraux de plusieurs traditions, incorporant, dans diverses œuvres, l'adresse directe, les marionnettes bunraku, la narration omnisciente et les séquences fantastiques. Le critique David Finkel estime que l'ampleur de la carrière de Vogel reflète une tendance générale à la réinvention stylistique d'une œuvre à l'autre.

#### Enseignement
Vogel, professeure renommé d'écriture dramatique, compte parmi ses anciens élèves Bridget Carpenter (en), Adam Bock (en), Sarah Ruhl (en), Nilo Cruz (en), Lynn Nottage et Quiara Alegría Hudes,.
Au cours de ses deux décennies à la tête du programme d'études supérieures en écriture dramatique et du festival de nouvelles pièces de théâtre à l'Université Brown, Vogel contribue au développement d'un centre de théâtre éducatif reconnu à l'échelle nationale, aboutissant à la création du Consortium Brown/ Trinity Repertory Company avec Oskar Eustis, alors directeur artistique de Trinity, en 2002. Elle quitte Brown en 2008 pour prendre des postes de professeur adjoint et de directrice du département d'écriture dramatique à la Yale School of Drama, qu'elle occupe jusqu'en 2012 et de dramaturge en résidence au Yale Repertory Theatre,. Elle est actuellement professeur Eugene O'Neill (adjoint) d'écriture dramatique à la Yale School of Drama et dramaturge en résidence au Yale Repertory Theatre, ainsi qu'associée artistique au Long Wharf Theatre.

### Vie privée
Paula Vogel a deux frères : Carl, décédé du sida en 1988, et Mark. Carl est l'homonyme du Carl Vogel Center à Washington, DC, fondé par leur père Don Vogel. Le centre est un prestataire de services pour les personnes vivant avec le VIH.
Elle épouse Anne Fausto-Sterling, professeure et auteure à l'Université Brown, à Truro, Massachusetts, le 26 septembre 2004.

## Honneurs et récompenses
Après son Obie Award de la meilleure pièce de théâtre (1992) et son prix Pulitzer de théâtre (1998), Vogel reçoit le prix de littérature de l'Académie américaine des arts et des lettres en 2004.
Elle remporte un prix Robert Chesley en 1997 et le prix Susan Smith Blackburn en 1998 pour How I Learned to Drive. En 1999, elle reçoit le prix de la Fondation internationale PEN/Laura Pels pour le théâtre pour un dramaturge en milieu de carrière.
En 2003, le Kennedy Center American College Theatre Festival crée un prix annuel Paula Vogel en écriture dramatique pour « la meilleure pièce écrite par des étudiants qui célèbre la diversité et encourage la tolérance tout en explorant les problèmes des voix dépourvues de pouvoir qui ne sont pas traditionnellement considérées comme dominantes ».
En 2013, Vogel est intronisée au American Theatre Hall of Fame.
En 2016, Vogel soutient sa thèse de doctorat à l'Université Cornell, plus de 40 ans après avoir commencé ses études supérieures. Elle obtient son doctorat en Arts du Théâtre en mai.
Elle reçoit le prix Obie 2017 pour l'ensemble de sa carrière.